# Angles of Repose
Angles of Repose ist ein Musikalbum von Joe Maneri, Barre Phillips und  Mat Maneri. Die im Mai 2002 in der Chapelle Sainte Philomène, Puget-Ville entstandenen Aufnahmen erschienen am 7. Juni 2004 auf ECM Records.

## Hintergrund
Der Holzbläser Joe Maneri und sein Sohn, der Bratschist Mat Maneri, hatten bereits 1998 für ECM mit dem Bassisten Barre Phillips  auf dem gemeinsamen Album Tales of Rohnlief eine Reihe von Improvisationen eingespielt; mit Angles of Repose (deutsch „Ruhewinkel“), entstanden im südfranzösischen Ort Puget-Ville, setzten die drei Musiker ihre gemeinsame Arbeit fort. Es blieb die letzte Kooperation Phillips’ mit Joe Maneri, dieser starb im August 2009. 

## Titelliste
- Joe Maneri / Barre Phillips / Mat Maneri: Angles of Repose  (ECM Records – ECM 1862, ECM Records – 980 6760)[1]

1. Number One	4:39
2. Number Two	7:39
3. Number Three	3:29
4. Number Four	10:09
5. Number Five	6:41
6. Number Six	9:32
7. Number Seven	1:12
8. Number Eight	2:29
9. Number Nine	10:38
10. Number Ten	9:39

## Rezeption
Nach Ansicht von Ty Cumbie, der das Album in All About Jazz rezensierte, lasse die schöne Aufnahme nur erahnen, was für eine großartige Session dies gewesen sein muss, aber die Kehrseite des Auftritts in einer Kirche sei eine fast unvermeidliche Schläfrigkeit. Doch es würde strahlende Passagen geben, die die allgemein nach innen gerichtete Gelassenheit der Platte angenehm durcheinander bringen. Die Instrumente würden sehr gut zusammen passen und die ausgewogene Aufnahme jede Stimme deutlich zum Vorschein bringen. Dies seien erfahrene Musiker in Topform, die sehr gute Musik live improvisieren. Stilistisch und strukturell sei die Musik zwar nicht sehr abwechslungsreich, aber es gebe genügend Kalibrierungen der Intensität mit Soli und Duos, die dem Album als Ganzes Form verleihen und einen Kontrast zu den dominanten Triopassagen bilden.
Die Allmusic-Redaktion verlieh dem Album vier Sterne.